# Donja Krušica
Krushicë e Poshtme en albanais et Donja Krušica en serbe latin (en serbe cyrillique : Доња Крушица) est une localité du Kosovo située dans la commune/municipalité de Theranda/Suva Reka et dans le district de Prizren/Prizren. Selon le recensement de 2011, elle compte 515 habitants, tous albanais.

## Démographie

### Évolution historique de la population dans la localité
| 1948 | 1953 | 1961 | 1971 | 1981 | 1991 | 2011 |
| ---- | ---- | ---- | ---- | ---- | ---- | ---- |
| 212  | 221  | 253  | 344  | 439  | 575  | 515  |

|  |